# DJ 프리즈
DJ Friz(DJ 프리즈, 본명: 김재황, 1982년 2월 17일 ~ )는 unknownDJs의 멤버이며 프로듀서 겸 DJ이다. 2002년 KHA DJ Battle 3위 수상 경력이 있고, 많은 힙합 음반에 참여한 실력파 턴테이블리스트이며, 2008년, DH Style, Philtre와 함께 일렉트로닉 계열의 팀 Planet Shiver를 조직하였으며, 이 팀은 Epik High 5집에 One 리믹스로 이름을 드러냈다. 이후 Epik High 곡들을 리믹스하여 발표한 Remixing the Human Soul로 주목을 받았다.

## 참여 앨범
- TBNY EP - <Prosac> - DJ Freeze란 이름으로 참여 표시가 되어있다
- 과일사냥꾼 2nd EP - <과일사냥꾼 나가신다!>
- 에픽하이 1집 - <Map Of The Human Soul>
- 에픽하이 2집 - <High Society>
- 에픽하이 3집 - <Swan Songs>
- 란동 (Digital Album) - <청춘기록>
- unknownDJs EP - <Miniskurt Music>
- 다이나믹 듀오 2집 - <Double Dynamite>
- 드렁큰 타이거 5집 하나하면 너와나
- 리쌍 4집 Black Sun
- TBNY 1집 - <Masquerade>
- 부가킹즈 2집 The Renaissance
- 드렁큰 타이거 6집 1945 해방
- 드렁큰 타이거 7집 SKY IS THE LIMIT
- 양동근 3집 거울
- 리쌍 5집 백아절현
- 에픽하이 5집 - <Pieces, Part One>
- 다이나믹 듀오 4집 - <Last Days>
- TBNY 2집 - <TBNY HI Side-A>
- 드렁큰 타이거 8집 Feel gHood Muzik : The 8th Wonder
- Dok2 Single - <I'mma Shine>
- 뉴올리언스(NuoliuNce) 1집 - <The Mission>
- 봄엔트리(Bomb&Tree) Single - <City`n lights>
- DOK2 Producing Album(MIXTAPE) - <Illstrumentalz Vol.1>
- Epik High X Planet Shiver (Remix Album)- <Remixing The Human Soul>
- 에픽하이 6집 - [e]
- 타블로 1집 - <열꽃>